# Barranc de Comadòria
El Barranc de Comadòria és un torrent afluent per l'esquerra de la Riera de Sanaüja que neix a les Planes de Comadòria i realitza tot el seu recorregut pel terme municipal de Llobera.

## Xarxa hidrogràfica
La seva xarxa hidrogràfica consta de dos cursos fluvials que sumen una longitud total de 3.995 m. que també transcorren íntegrament pel terme de Llobera.

### Afluents destacables
- La Rasa de Montraveta